# ثويبة
ثُوَيْبَة الأسلمية، هي مرضعة النبي محمد، وجارية عمّه أبي لهب.

## حياتها
هي ثُوَيبَةَ مولاة أبي لهب، وروي أنها أول مرضعة للنبي ، وأخرج ابْنُ سَعْدٍ من طريق بَرَّة بنت أبي تُجْزَأة أن أوَّل من أرضع رسول الله  ثويبة بلبن ابن لها يقال له مسروح أيامًا قبل أن تقدم حليمة، وأرضعت قبله حمزة، وبعده أبا سلمة بن عبد الأسد.
وقال ابْنُ مَنْدَه: اختلف في إسلامها، وقال أبو نعيم: لا أعلم أحدًا أثبت إسلامها، وفي باب من أرضع النبي  من طبقات ابن سعد ما يدل على أنها لم تسلم. وروى ابْنُ أسْعَدَ عن غير واحد من أهل العلم؛ قالوا: كانت ثويبة مرضعة رسول الله  يصلها وهو بمكة، وكانت خديجة تكرمها، وهي على ملك أبي لهب، وسألته أن يبيعها لها فامتنع، فلما هاجر رسول الله  أعتقها أبو لهب، وكان رسول الله  يبعث إليها بصلة وبكسوة حتى جاء الخبر أنها ماتت سنة سبع مرجعه من خيبر، ومات ابنها مسروح قبلها. وقال ابن حجر العسقلاني: ولم أقف في شيء من الطرق على إسلام ابنها مسروح، وهو محتمل.
بينما ينكر ويُشكك بعض علماء الشيعة بإرضاع ثويبة للنبي محمد، ويقول السيّد جعفر مرتضى العاملي: «وعلى كل حال، فإن كل ما تقدم، وسواه، يجعلنا نشك كثيرا، في أن تكون ثويبة قد أرضعت رسول الله، وحمزة، وأبا سلمة، بلبن ولدها مسروح ليكونوا جميعا أخوة من الرضاعة.».